# Liste der Olympiasieger im Wasserball/Medaillengewinner
Diese Liste ist Teil der Liste der Olympiasieger im Wasserball. Sie listet alle Sieger, zweit- und drittplatzierten Mannschaften mit dem vollständigen Kader der bisherigen Wasserballturniere auf.

## Wettbewerbe
| Olympia  | Gold | Silber | Bronze |
| -------- | --- | --- | --- |
| [1] 1900 | Osborne Swimming Club ManchesterThomas Coe Robert Crawshaw William Henry John Arthur Jarvis Peter Kemp Victor Lindberg () Frederick Stapleton                                                                        | Club de Natation de BruxellesJean de Backer Victor de Behr Henri Cohen Fernand Feyaerts Oscar Grégoire Albert Michant Georges Romas Guillaume Séron Victor Sonnemans Arthur Upton | Libellule de ParisThomas W. Burgess () Jules Clévenot Alphonse Decuyper Louis Laufray Henri Peslier Auguste Pesloy Paul Vasseur Pupilles de Neptune de Lille IIAuguste Camelin Eugène Coulon Fardel Kléber Fiolet Pierre Gellé Louis Marc Louis Martin Désiré Mérchez |
| 1908     | GroßbritannienGeorge Cornet Charles Forsyth George Nevinson Paul Radmilovic Charles Sydney Smith Thomas Thould George Wilkinson                                                                                      | BelgienVictor Boin Herman Donners Fernand Feyaerts Oscar Grégoire Herman Meyboom Albert Michant Joseph Pletincx | SchwedenRobert Andersson Erik Bergvall Pontus Hanson Harald Julin Torsten Kumfeldt Axel Runström Gunnar Wennerström |
| 1912     | GroßbritannienCharles Sydney Smith George Cornet George Wilkinson Charles Bugbee Arthur Edwin Hill Paul Radmilovic Isaac Bentham                                                                                     | SchwedenTorsten Kumfeldt Harald Julin Max Gumpel Robert Andersson Pontus Hansson Vilhelm Andersson Erik Bergqvist | BelgienAlbert Durant Herman Donners Victor Boin Herman Meyboom Joseph Pletincx Oscar Grégoire Félicien Courbet Jean Hoffman Pierre Nijs |
| 1920     | GroßbritannienCharles Bugbee William Dean Christopher Jones William Peacock Noel Purcell Paul Radmilovic Charles Sydney Smith                                                                                        | BelgienRené Bauwens Gérard Blitz Maurice Blitz Pierre Dewin Albert Durant Paul Gailly Pierre Nijs Joseph Pletincx | SchwedenErik Andersson Robert Andersson Vilhelm Andersson Nils Backlund Harald Julin Erik Bergqvist Max Gumpel Pontus Hanson Theodor Nauman |
| 1924     | FrankreichAlbert Deborgies Noël Delberghe Robert Desmettre Paul Dujardin Albert Mayaud Henri Padou senior Georges Rigal                                                                                              | BelgienGérard Blitz Maurice Blitz Joseph Cludts Joseph De Combe Pierre Dewin Albert Durant Georges Fleurix Paul Gailly Joseph Pletinckx Jules Thiry Jean-Pierre Vermetten | Vereinigte StaatenArthur Austin Oliver Horn Fred Lauer George Mitchell John Norton Wallace O’Connor George Schroth Herb Vollmer Johnny Weissmuller |
| 1928     | Deutsches ReichMax Amann Karl Bähre Emil Benecke Johannes Blank Otto Cordes Fritz Gunst Erich Rademacher Joachim Rademacher                                                                                          | UngarnIstván Barta Olivér Halassy Márton Homonnai Sándor Ivády Alajos Keserű Ferenc Keserű József Vértesy | FrankreichHenri Cuvelier Paul Dujardin Henri Padou senior Jules Keignaert Émile Bulteel Achille Tribouillet Ernest Rogez Albert Thévenon Albert Vandeplancke |
| 1932     | UngarnIstván Barta György Bródy Sándor Ivády Olivér Halassy Márton Homonnai Alajos Keserű Ferenc Keserű János Németh Miklós Sárkány József Vértesy                                                                   | Deutsches ReichEmil Benecke Otto Cordes Hans Eckstein Fritz Gunst Erich Rademacher Joachim Rademacher Hans Schulze Heiko Schwartz | Vereinigte StaatenAustin Clapp Philip Daubenspeck Charles Finn Charles McCallister Wallace O’Connor Calvert Strong Herbert Wildman |
| 1936     | UngarnMihály Bozsi Jenő Brandi György Bródy Olivér Halassy Kálmán Hazai Márton Homonnay György Kutasi István Molnár János Németh Miklós Sárkány Sándor Tarics                                                        | Deutsches ReichBernhard Baier Fritz Gunst Josef Hauser Alfred Kienzle Paul Klingenburg Heinrich Krug Hans Schulze Gustav Schürger Helmuth Schwenn Hans Schneider Fritz Stolze | BelgienGérard Blitz Albertus Casteleyns Joseph De Combe Pierre Coppieters Henri Disy Fernand Isselé Edmond Michiels Henri De Pauw Henri Stoelen |
| 1948     | ItalienGildo Arena Pasquale Buonocore Emilio Bulgarelli Aldo Ghira Mario Majoni Geminio Ognio Gianfranco Pandolfini Tullio Pandolfini Cesare Rubini                                                                  | UngarnJenő Brandi Oszkár Csuvik Dezső Fábián Dezső Gyarmati Endre Győrfi Miklós Holop László Jeney Dezső Lemhényi Pál Pók Károly Szittya István Szívós | NiederlandeCor Braasem Ruud van Feggelen Hennie Keetelaar Nijs Korevaar Joop Rohner Frits Ruimschotel Piet Salomons Frits Smol Hans Stam |
| 1952     | UngarnRóbert Antal Antal Bolvári Dezső Fábián Dezső Gyarmati István Hasznos László Jeney György Kárpáti Miklós Martin Dezső Lemhényi Kálmán Markovits Károly Szittya István Szívós György Vízvári                    | JugoslawienJuraj Amšel Veljko Bakašun Marko Brainović Vladimir Ivković Zdravko Ježić Zdravko Kovačić Ivo Kurtini Lovro Radonić Ivo Štakula Dragoslav Šiljak Boško Vuksanović | ItalienErmenegildo Arena Lucio Ceccarini Renato De Sanzuane Raffaello Gambino Salvatore Gionta Maurizio Mannelli Geminio Ognio Carlo Peretti Vincenzo Polito Cesare Rubini Renato Traiola                                                                             |
| 1956     | UngarnAntal Bolvári Ottó Boros Dezső Gyarmati István Hevesi László Jeney Tivadar Kanizsa György Kárpáti Kálmán Markovits Mihály Mayer István Szívós Ervin Zádor                                                      | JugoslawienJuraj Amšel Ivo Cipci Tomislav Franjković Vladimir Ivković Zdravko Ježić Hrvoje Kačić Zdravko Kovačić Lovro Radonić Ivo Štakula Boško Vuksanović Marijan Žužej | SowjetunionWiktor Agejew Pjotr Breus Boris Goichman Wjatscheslaw Kurennoi Nodar Gwacharia Boris Markarow Pjotr Mschwenijeradse Walentin Prokopow Michail Ryschak Juri Schljapin                                                                                       |
| 1960     | ItalienAmedeo Ambron Danio Bardi Giuseppe D’Altrui Salvatore Gionta Giancarlo Guerrini Franco Lavoratori Gianni Lonzi Luigi Mannelli Rosario Parmegiani Eraldo Pizzo Dante Rossi Brunello Spinelli                   | SowjetunionWiktor Agejew Leri Gogoladse Boris Goichman Juri Grigorowski Anatoli Kartaschow Wjatscheslaw Kurennoi Pjotr Mschwenijeradse Wladimir Nowikow Jewgeni Salzyn Wladimir Semjonow Giwi Tschikwanaia                                                                                          | UngarnAndrás Bodnár Ottó Boros Zoltán Dömötör László Felkai Dezső Gyarmati István Hevesi László Jeney Tivadar Kanizsa András Katona György Kárpáti Kálmán Markovits Mihály Mayer Péter Rusorán János Konrád                                                           |
| 1964     | UngarnMiklós Ambrus András Bodnár Ottó Boros Zoltán Dömötör László Felkai Dezső Gyarmati Tivadar Kanizsa György Kárpáti János Konrád Mihály Mayer Dénes Pócsik Péter Rusorán                                         | JugoslawienOzren Bonačić Zoran Janković Milan Muškatirović Ante Nardelli Frane Nonković Vinko Rosić Mirko Sandić Zlatko Šimenc Božidar Stanišić Karlo Stipanić Ivo Trumbić | SowjetunionWiktor Agejew Senon Bortkewitsch Igor Grabowski Boris Grischin Eduard Jegorow Nikolai Kalaschnikow Nikolay Kuznetsov Wladimir Kusnezow Leonid Ossipow Boris Popow Wladimir Semjonow                                                                        |
| 1968     | JugoslawienOzren Bonačić Dejan Dabović Zdravko Hebel Zoran Janković Ronald Lopatny Uroš Marović Đorđe Perišić Miroslav Poljak Mirko Sandić Karlo Stipanić Ivo Trumbić                                                | SowjetunionOleksij Barkalow Oleg Bowin Alexander Dolguschin Juri Grigorowski Boris Grischin Wadim Guljajew Leonid Ossipow Alexander Schidlowski Wladimir Semjonow Wjatscheslaw Skok Giwi Tschikwanaia                                                                                               | UngarnAndrás Bodnár Zoltán Dömötör László Felkai Ferenc Konrád János Konrád Mihály Mayer Endre Molnár Dénes Pócsik László Sárosi János Steinmetz István Szívós |
| 1972     | SowjetunionAnatoli Akimow Oleksij Barkalow Alexander Dolguschin Alexander Drewal Wadim Guljajew Alexander Kabanow Nikolai Melnikow Leonid Ossipow Alexander Schidlowski Wladimir Schmudski Wjatscheslaw Sobtschenko  | UngarnAndrás Bodnár Tibor Cservenyák Tamás Faragó István Görgényi Zoltán Kásás Ferenc Konrád István Magas Endre Molnár Dénes Pócsik László Sárosi István Szívós | Vereinigte StaatenPeter Asch Steven Barnett Bruce Bradley Stanley Cole James Ferguson Eric Lindroth John Parker Gary Sheerer James Slatton Russell Webb Barry Weitzenberg                                                                                             |
| 1976     | UngarnGábor Csapó Tibor Cservenyák Tamás Faragó György Gerendás György Horkai György Kenéz Ferenc Konrád Endre Molnár László Sárosi Attila Sudár István Szívós                                                       | ItalienAlberto Alberani Silvio Baracchini Luigi Castagnola Vincenzo D’Angelo Marcello Del Duca Gianni De Magistris Riccardo De Magistris Alessandro Ghibellini Sante Marsili Umberto Panerai Roldano Simeoni                                                                                        | NiederlandeAlex Boegschoten Ton Buunk Andy Hoepelman Nico Landeweerd Evert Kroon Hans Smits Gijze Stroboer Rik Toonen Jan Evert Veer Hans van Zeeland Piet de Zwarte                                                                                                  |
| 1980     | SowjetunionWladimir Akimow Oleksij Barkalow Jewgeni Grischin Michail Iwanow Alexander Kabanow Sergei Kotenko Georgi Mschwenijeradse Mait Riisman Erkin Schagajew Jewgeni Scharonow Wjatscheslaw Sobtschenko          | JugoslawienMilivoj Bebić Zoran Gopčević Milorad Krivokapić Boško Lozica Predrag Manojlović Zoran Mustur Damir Polić Zoran Roje Ratko Rudić Slobodan Trifunović Luka Vezilić | UngarnGábor Csapó Tamás Faragó György Gerendás Károly Hauszler György Horkai István Kiss László Kuncz Endre Molnár Attila Sudár István Szívós István Udvardi |
| 1984     | JugoslawienDragan Andrić Milivoj Bebić Perica Bukić Veselin Ðuho Milorad Krivokapić Deni Lušić Igor Milanović Tomislav Paškvalin Zoran Petrović Andrija Popović Zoran Roje Goran Sukno Božo Vuletić                  | Vereinigte StaatenDouglas Burke Jody Campbell Peter Campbell Christopher Dorst Gary Figueroa Andrew McDonald Kevin Robertson Terry Schroeder Tim Shaw John Siman Jon Svendsen Joseph Vargas Craig Wilson                                                                                            | BR DeutschlandArmando Fernández Roland Freund Rainer Hoppe Thomas Huber Thomas Loebb Werner Obschernikat Rainer Osselmann Frank Otto Peter Röhle Jürgen Schröder Hagen Stamm Dirk Theismann                                                                           |
| 1988     | JugoslawienDragan Andrić Mislav Bezmalinović Perica Bukić Veselin Ðuho Igor Gočanin Deni Lušić Igor Milanović Tomislav Paškvalin Renco Posinković Goran Rađenović Dubravko Šimenc Aleksandar Šoštar Mirko Vičević    | Vereinigte StaatenJames Bergeson Gregory Boyer Jeff Campbell Jody Campbell Peter Campbell Christopher Duplanty Michael Evans Douglas Kimbell Craig Klass Alan Mouchawar Kevin Robertson Terry Schroeder Craig Wilson                                                                                | SowjetunionDmitri Apanassenko Wiktor Berendjuha Michail Giorgadse Jewgeni Grischin Michail Iwanow Alexander Kolotow Sergei Kotenko Sergei Markotsch Nurlan Mengdighalijew Georgi Mschwenijeradse Sergei Naumow Jewgeni Scharonow Nikolai Smirnow                      |
| 1992     | ItalienFrancesco Attolico Alessandro Bovo Paolo Caldarella Alessandro Campagna Marco D’Altrui Massimiliano Ferretti Mario Fiorillo Ferdinando Gandolfi Amedeo Pomilio Francesco Porzio Giuseppe Porzio Carlo Silipo  | SpanienDaniel Ballart Manuel Estiarte Pedro Francisco García Salvador Gómez Marco Antonio González Rubén Michavila Miguel Ángel Oca Sergi Pedrerol Josep Picó Jesús Miguel Rollán Ricardo Sánchez Jordi Sans Manuel Silvestre                                                                       | Vereintes TeamDmitri Apanassenko Andrei Belofastow Dmitri Gorschkow Wladimir Karabutow Alexander Kolotow Nikolai Koslow Andriy Kovalenko Sergei Markotsch Sergei Naumow Alexander Ogorodnikow Jewgeni Scharonow Alexander Tchigir Alexei Wdowin                       |
| 1996     | SpanienJosé María Abarca Ángel Luis Andreo Daniel Ballart Pedro Francisco García Salvador Gómez Manuel Estiarte Iván Moro Miguel Ángel Oca Jorge Payá Sergi Pedrerol Jesús Miguel Rollán Carles Sans Jordi Sans      | KroatienMaro Balić Perica Bukić Damir Glavan Igor Hinić Vjekoslav Kobešćak Joško Kreković Ognjen Kržić Dubravko Šimenc Siniša Školneković Ratko Štritof Renato Vrbičić Tino Vegar Zdeslav Vrdoljak                                                                                                  | ItalienAlberto Angelini Francesco Attolico Fabio Bencivenga Alessandro Bovo Alessandro Calcaterra Roberto Calcaterra Marco Gerini Alberto Ghibellini Luca Giustolisi Amedeo Pomilio Francesco Postiglione Carlo Silipo Leonardo Sottani                               |
| 2000     | UngarnTibor Benedek Péter Biros Rajmund Fodor Tamás Kásás Gergely Kiss Zoltán Kósz Tamás Märcz Tamás Molnár Barnabás Steinmetz Zoltán Szécsi Bulcsú Székely Zsolt Varga Attila Vári                                  | RusslandRoman Balaschow Dmitri Dugin Sergei Garbusow Dmitri Gorschkow Juri Jazew Alexander Jeryschow Nikolai Koslow Nikolai Maximow Andrei Reketschinski Marat Sakirow Irek Sinnurow Dmitri Stratan Rewas Tschomakidse                                                                              | BR JugoslawienAleksandar Ćirić Danilo Ikodinović Viktor Jelenić Nikola Kuljača Aleksandar Šapić Dejan Savić Aleksandar Šoštar Petar Trbojević Veljko Uskoković Jugoslav Vasović Vladimir Vujasinović Nenad Vukanić Predrag Zimonjić                                   |
| 2004     | UngarnTibor Benedek Péter Biros Rajmund Fodor István Gergely Tamás Kásás Gergely Kiss Norbert Madaras Tamás Molnár Ádám Steinmetz Barnabás Steinmetz Zoltán Szécsi Tamás Varga Attila Vári                           | Serbien und MontenegroAleksandar Ćirić Vladimir Gojković Danilo Ikodinović Viktor Jelenić Predrag Jokić Nikola Kuljača Slobodan Nikić Aleksandar Šapić Dejan Savić Denis Šefik Petar Trbojević Vanja Udovičić Vladimir Vujasinović                                                                  | RusslandRoman Balaschow Alexander Fedorow Sergei Garbusow Dmitri Gorschkow Alexander Jeryschow Witali Jurtschik Nikolai Koslow Nikolai Maximow Andrei Reketschinski Marat Sakirow Irek Sinnurow Dmitri Stratan Rewas Tschomakidse                                     |
| 2008     | UngarnTibor Benedek Péter Biros István Gergely Norbert Hosnyánszky Tamás Kásás Gábor Kis Gergely Kiss Norbert Madaras Tamás Molnár Zoltán Szécsi Dániel Varga Dénes Varga Tamás Varga                                | Vereinigte StaatenTony Azevedo Ryan Bailey Layne Beaubien Brandon Brooks Peter Hudnut Tim Hutten James Krumpholz Rick Merlo Merrill Moses Jeff Powers Jesse Smith Peter Varellas Adam Wright | SerbienAleksandar Ćirić Filip Filipović Živko Gocić Branko Peković Duško Pijetlović Andrija Prlainović Nikola Rađen Aleksandar Šapić Dejan Savić Denis Šefik Slobodan Soro Vanja Udovičić Vladimir Vujasinović                                                        |
| 2012     | KroatienSamir Barać Miho Bošković Ivan Buljubašić Damir Burić Andro Bušlje Nikša Dobud Igor Hinić Maro Joković Frano Vićan Petar Muslim Paulo Obradović Josip Pavić Sandro Sukno                                     | ItalienMatteo Aicardi Massimo Giacoppo Maurizio Felugo Danijel Premuš Pietro Figlioli Deni Fiorentini Valentino Gallo Alex Giorgetti Niccolò Gitto Giacomo Pastorino Amaurys Pérez Christian Presciutti Stefano Tempesti                                                                            | SerbienMilan Aleksić Filip Filipović Živko Gocić Dušan Mandić Stefan Mitrović Slobodan Nikić Duško Pijetlović Gojko Pijetlović Andrija Prlainović Nikola Rađen Aleksa Šaponjić Slobodan Soro Vanja Udovičić                                                           |
| 2016     | SerbienDušan Mandić Živko Gocić Sava Ranđelović Miloš Ćuk Duško Pijetlović Slobodan Nikić Milan Aleksić Nikola Jakšić Filip Filipović Andrija Prlainović Stefan Mitrović Gojko Pijetlović Branislav Mitrović         | KroatienDamir Burić Antonio Petković Luka Lončar Maro Joković Luka Bukić Marko Macan Andro Bušlje Sandro Sukno Ivan Krapić Anđelo Šetka Xavier García Josip Pavić Marko Bijač | ItalienFrancesco Di Fulvio Niccolò Gitto Pietro Figlioli Andrea Fondelli Alessandro Velotto Alessandro Nora Valentino Gallo Christian Presciutti Michaël Bodegas Matteo Aicardi Nicholas Presciutti Stefano Tempesti Marco Del Lungo                                  |
| 2020     | SerbienGojko Pijetlović Dušan Mandić Nikola Dedović Sava Ranđelović Strahinja Rašović Duško Pijetlović Đorđe Lazić Milan Aleksić Nikola Jakšić Filip Filipović Andrija Prlainović Stefan Mitrović Branislav Mitrović | GriechenlandEmmanouil Zerdevas Konstantinos Genidounias Dimitrios Skoumpakis Marios Kapotsis Ioannis Fountoulis Alexandros Papanastasiou Georgios Dervisis Stylianos Argyropoulos Konstantinos Mourikis Christodoulos Kolomvos Konstantinos Gkiouvetsis Angelos Vlachopoulos Konstantinos Galanidis | UngarnViktor Nagy Dániel Angyal Krisztián Manhercz Gergő Zalánki Márton Vámos Norbert Hosnyánszky Mátyás Pásztor Szilárd Jansik Balázs Erdélyi Dénes Varga Tamás Mezei Balázs Hárai Soma Vogel                                                                        |
| 2024     | SerbienMiloš Ćuk Nikola Dedović Radomir Drašović Radoslav Filipović Nikola Jakšić Petar Jakšić Dušan Mandić Vladimir Mišović Sava Ranđelović Strahinja Rašović Viktor Rašović Nemanja Ubović Nemanja Vico            | KroatienMarko Bijač Matias Biljaka Luka Bukić Rino Burić Loren Fatović Maro Joković Konstantin Kharkov Luka Lončar Jerko Marinić Kragić Toni Popadić Josip Vrlić Ante Vukičević Marko Žuvela | Vereinigte StaatenAlex Bowen Luca Cupido Hannes Daube Chase Dodd Ryder Dodd Ben Hallock Drew Holland Johnny Hooper Max Irving Alex Obert Marko Vavic Adrian Weinberg Dylan Woodhead                                                                                   |